# 人民公園 (上海)
人民公園（じんみんこうえん、中: 人民公园）は中国の上海の中心、黄浦区にある公園。ここは市中随一のショッピング街である南京路の南、人民広場の北にあたる。かつての上海競馬場の北半分にあたり、1952年に開園した。有名な美術館やショッピング街が近くにあることから、この公園は市内でも有数の観光スポットとなっている。

## 沿革

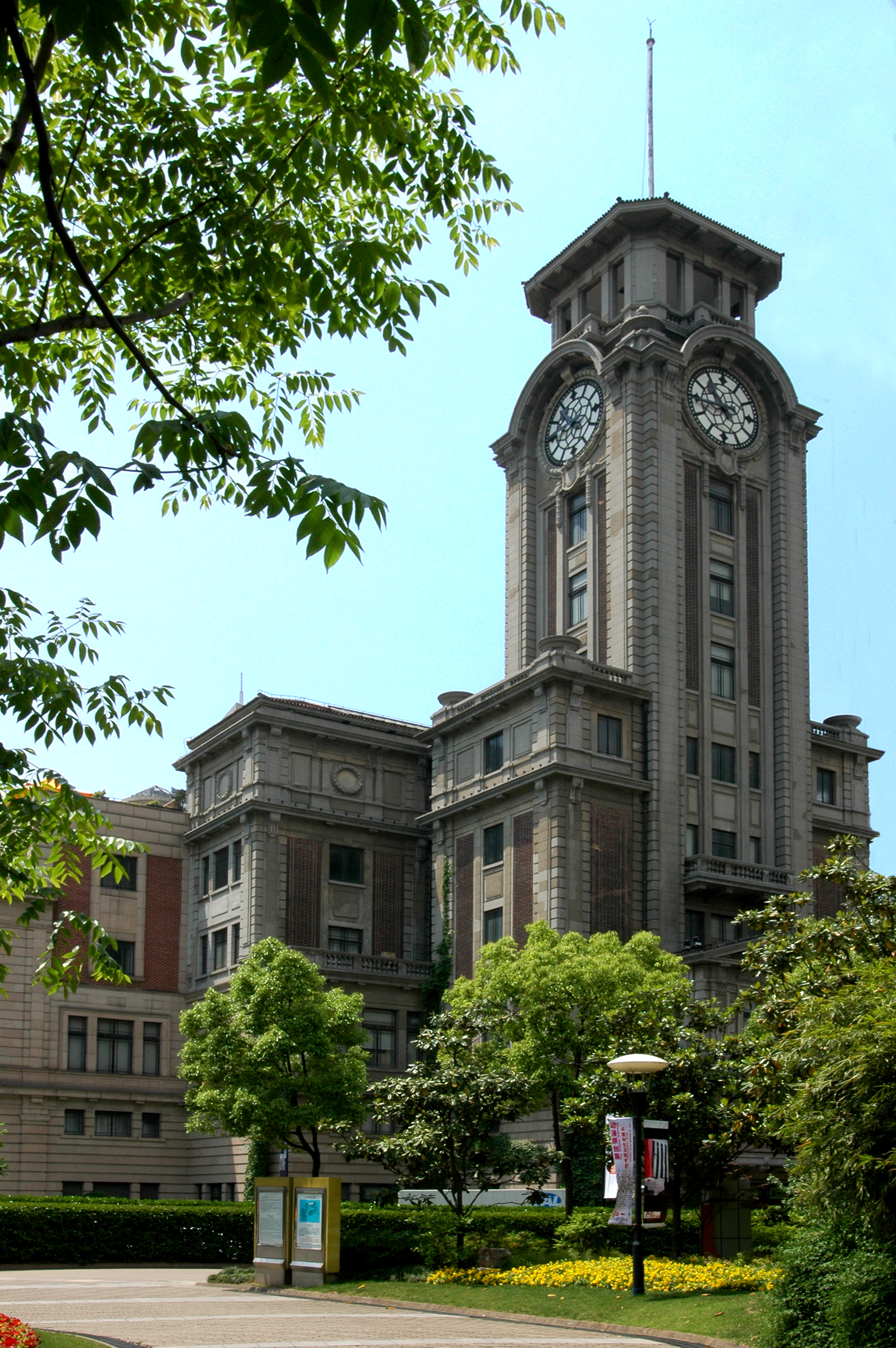
かつての上海レースクラブの建物

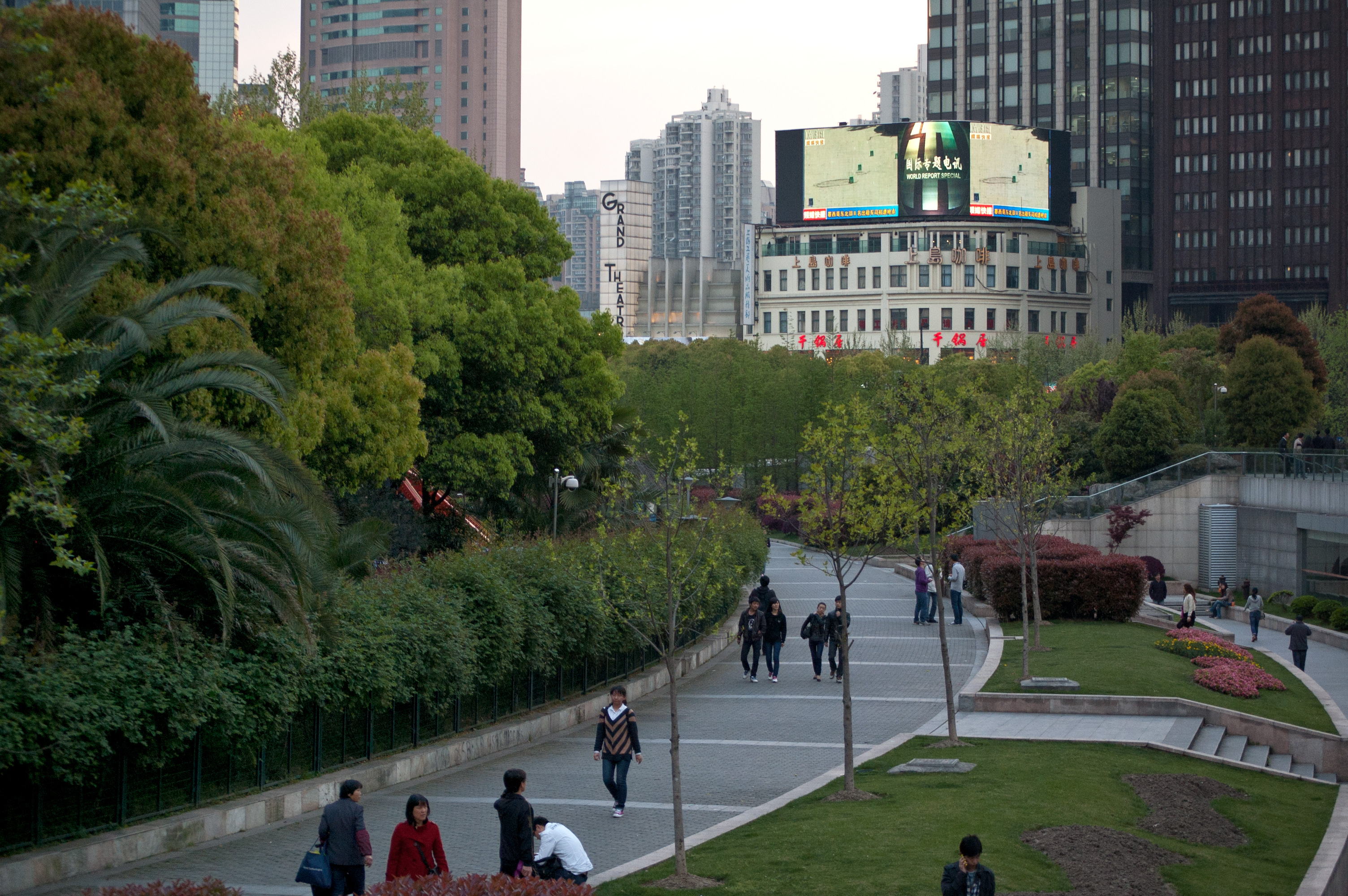
遊歩道

この公園は、1862年に設立されたかつての上海レースクラブの敷地に作られた。そこは東アジアでも屈指の競馬場であり、賭け競馬によって中国人と英国人に親しまれていた。1933年に建てられたレースクラブの建物は、上海の下町のランドマークになっている。
競馬場の旗竿は、英国と米国の軍勢に鹵獲された中国の軍艦のマストから作られたものであり、中国人にとって大きな恥辱とみなされていた。1949年10月1日に中華人民共和国が建国されると、その旗竿には新しい中国国旗が掲げられた。新しい人民政府は競馬と賭けを禁止し、1952年に競馬場の北半分を人民公園、南半分を人民広場とした。
1986年から87年にかけての冬、この公園を中心にして学生による大規模な抗議集会が開かれた。何万人という参加者が公園に集い、外灘に向かって行進した。彼らは当時上海市長だった江沢民と面会し、民主化と抜本的な政治改革を求めた。その2年後、1989年の天安門事件の際には、何万人もの群集が再度この人民公園と外灘に集まり、北京での抗議活動との連帯を示した。
1990年代にこの一帯に大きな変化があった。上海市政府の庁舎が旧香港上海銀行上海支店ビルからこの人民公園の南側に移転し、上海博物館、上海大劇院、上海城市規画展示館も同じく南側に建てられた。

## 施設
この公園には上海美術館と上海当代芸術館という2つの美術館と、“バルバロッサ”というカフェバーがある大きな池、その他に遊園地などいくつかの施設がある。また公園の周りには国際飯店や明天广场など多くの高層ビルがある。
この公園の“婚活マーケット”（人民公园相亲角）は2004年に始まったもので、毎週末になると結婚相手を募集する多くの貼り紙が公園の一角に出されている。

## アクセス
人民公園は上海軌道交通の1号線、2号線、8号線の人民広場駅から行くことができる。